# 十文字町越前
十文字町越前（じゅうもんじまちえつぜん）は、秋田県横手市の大字。郵便番号は019-0512。人口は323人、世帯数は92世帯（2020年10月1日現在）。

## 地理
横手市南部、十文字地域の西部に位置する。東と南で十文字町鼎、西で十文字町植田、北で平鹿町下鍋倉と隣接する。地域の北西部を秋田県道271号植田平鹿線が掠める。

### 小字
- 字雨沼（あまぬま）
- 字上代（うわだい）
- 字越前（えつぜん）
- 字大堰端（おおぜきばた）
- 字境塚（さかいづか）
- 字坂三塔（さかさんとう）
- 字佐戸（さど）
- 字宿尻（しゅくじり）
- 字鍋倉境（なべくらざかい）
- 字二ツ橋（ふたつばし）
- 字坊塚（ぼうづか）
- 字水無（みずなし）
- 字山道下（やまみちした）

## 世帯数と人口
2020年（令和2年）10月1日現在の世帯数と人口は以下の通りである。
| 丁目         | 世帯数 | 人口  |
| ------------ | ------ | ----- |
| 十文字町越前 | 92世帯 | 323人 |

### 人口の推移
以下は国勢調査による1995年（平成7年）以降の人口の推移。
| 年                 | 人口 |
| ------------------ | ---- |
| 1995年（平成7年）  | 468  |
| 2000年（平成12年） | 445  |
| 2005年（平成17年） | 404  |
| 2010年（平成22年） | 377  |
| 2015年（平成27年） | 348  |
| 2020年（令和2年）  | 323  |

## 交通

### 鉄道
地域内に駅はない。最寄り駅はJR東日本・奥羽本線の十文字駅。

### 道路
- 秋田県道271号植田平鹿線（一般県道）